# کارولینا گوسوا
کارولینا گوسوا (به انگلیسی: Karolina Gočeva) (زاده ۲۸ آوریل ۱۹۸۵) خواننده اهل مقدونیه است.
او در مسابقه آواز یوروویژن ۲۰۰۲ و مسابقه آواز یوروویژن ۲۰۰۷ نماینده مقدونیه بود.